# دانشگاه فرماندهی و ستاد سپاه پاسداران انقلاب اسلامی
دانشگاه فرماندهی و ستاد سپاه پاسداران یا دافوس سپاه دانشگاه نظامی وابسته به سپاه پاسداران انقلاب اسلامی است، که اغلب برای اخذ درجه‌های بالاتر از سرهنگی یا دریافت مدرک کارشناسی ارشد توسط افسران این نهاد، باید گذرانده شود. بر پایه دکترین نظامی سپاه پاسداران، این دانشگاه بر آموزش عملیاتی و تاکتیکی جنگ نامنظم تمرکز دارد. دانشگاه فرماندهی و ستاد سپاه پاسداران در تهران مستقر می‌باشد. هم‌اکنون سرتیپ پاسدار بهرام حسینی مطلق فرماندهی دافوس سپاه را برعهده دارد.

## فرماندهان
- حسین سلامی (۱۳۷۶–۱۳۷۱)
- امیر حیات مقدم (۱۳۷۹–۱۳۷۶)
- احمد سیاف‌زاده (۱۳۸۳–۱۳۷۹)
- عباس نیلفروشان (۱۳۸۹-۱۳۹۳)
- بهرام حسینی مطلق (۱۳۹۳-تاکنون)